# Keep the Lights On
Keep the Lights On (bra: Deixe a Luz Entrar; pt: Deixa as Luzes Acesas) é um filme estadunidense de 2012, do gênero drama romântico, dirigido por Ira Sachs.

## Sinopse
Em 1998, Erik (Thure Lindhardt), um artista dinamarquês que vive em Nova York, encontra Paul (Zachary Booth), um advogado, por meio de uma linha telefônica de sexo. Claramente atraídos um pelo outro, eles compartilham momentos íntimos.

## Elenco
- Thure Lindhardt ... Erik Rothman
- Zachary Booth ... Paul Lucy
- Julianne Nicholson ... Claire
- Souleymane Sy Savane ... Alassane
- Paprika Steen ... Karen
- Miguel del Toro ... Igor
- Sebastian La Cause ... Russ
- David Anzuelo ... Namorado de Russ'
- Maria Dizzia ... Vivian
- Justin Reinsilber ... Dan
- Ed Vassallo ... Tom

## Recepção
O filme tem 90% de aprovação no Rotten Tomatoes com base em 61 comentários dos críticos que é seguido do consenso: "Keep the Lights On é uma misteriosa e sexy jornada profunda sobre o caso de amor de dois homens que sempre consegue manter-se fiel à vida". No Metacritic tem uma pontuação de 79 de 100 com base em 26 avaliações da imprensa.

## Prêmios
O filme ganhou o Teddy Awards por melhor destaque em 2012. Thure Lindhardt foi indicado para o Prêmio Gotham na categoria Ator Revelação. O filme também foi indicado a quatro prêmios Independent Spirit Awards: Melhor Filme, Melhor Diretor, Melhor Ator e Melhor Roteiro Original.